# BEGO-Museo Benozzo Gozzoli
Il BEGO-Museo di Benozzo Gozzoli è un museo sito in via Testaferrata a Castelfiorentino, in provincia di Firenze.
Inaugurato venerdì 30 gennaio 2009, raccoglie gli affreschi e le sinopie di due monumentali tabernacoli che Benozzo Gozzoli affrescò nel comune di Castelfiorentino nel 1484 (Tabernacolo della Madonna della Tosse) e nel 1491 (Tabernacolo della Visitazione)
I due monumentali tabernacoli si trovavano in uno stato di conservazione assai precario già nel corso del XIX secolo: nel 1853 fu addossata una facciata in stile neogotico sul Tabernacolo della Madonna della Tosse, trasformandolo in un piccolo oratorio in modo da proteggere gli affreschi dalle intemperie; nel 1872 anche il Tabernacolo della Visitazione fu inglobato in un piccolo edificio con la stessa funzione.
Il museo il cui progetto si deve all'architetto Massimo Mariani è situato nel centro cittadino ed è facilmente raggiungibile dalla locale stazione ferroviaria che dista appena 50 m.

## La Raccolta Comunale d'Arte
Nonostante la costruzione dei due edifici intorno ai tabernacoli, tra gli anni sessanta e settanta del Novecento, visto il precario stato di conservazione degli affreschi, fu deciso di effettuare lo strappo delle superfici dipinte, di eseguire un restauro conservativo e di collocarli provvisoriamente in un locale della Biblioteca Comunale Vallesiana di Castelfiorentino, assumendo la denominazione di Raccolta Comunale d'Arte.
Qui sono rimasti fino alla costruzione e all'apertura del nuovo museo avvenuta nel gennaio 2009.

## Il percorso di visita

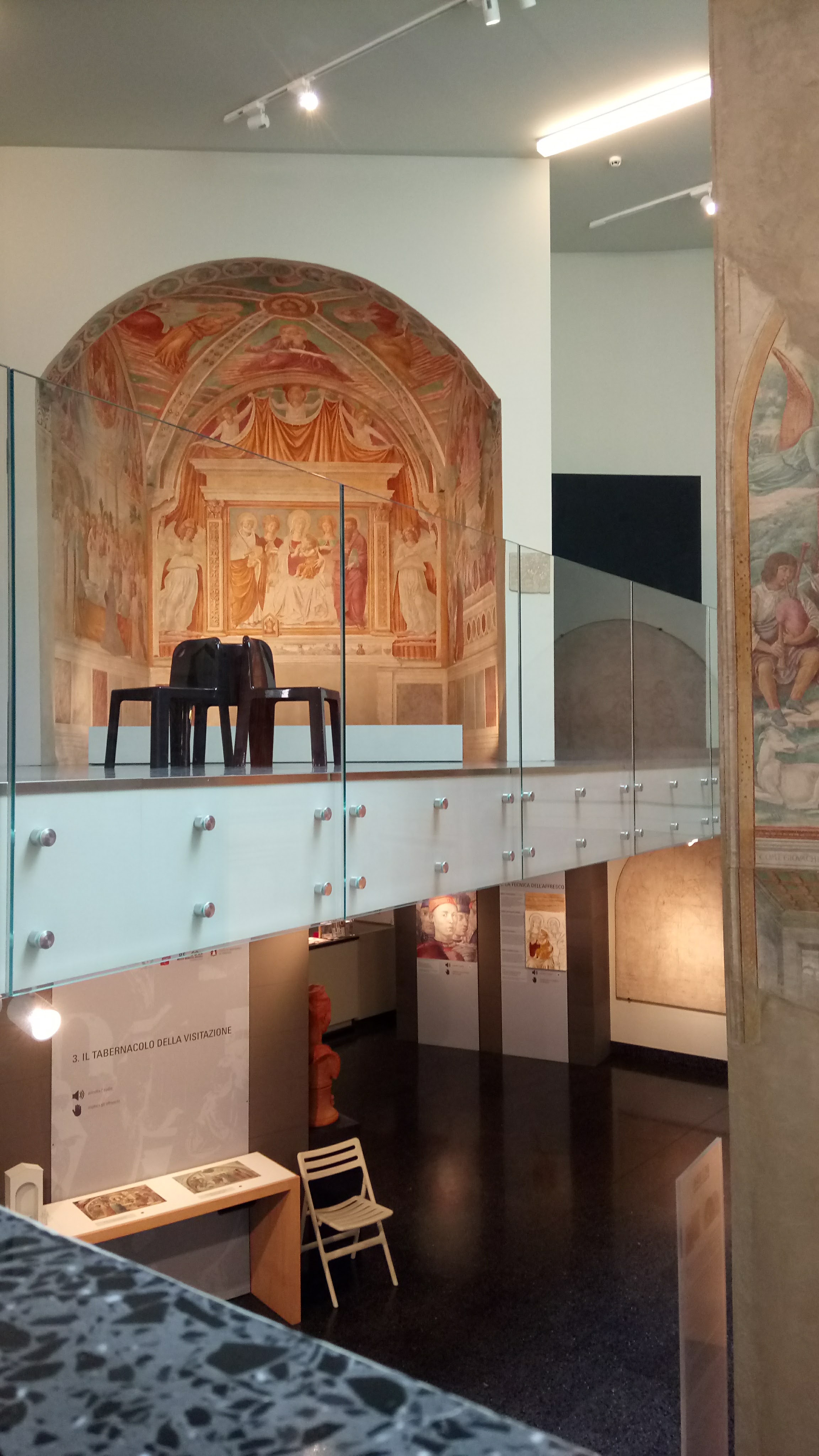
Le sale del Museo

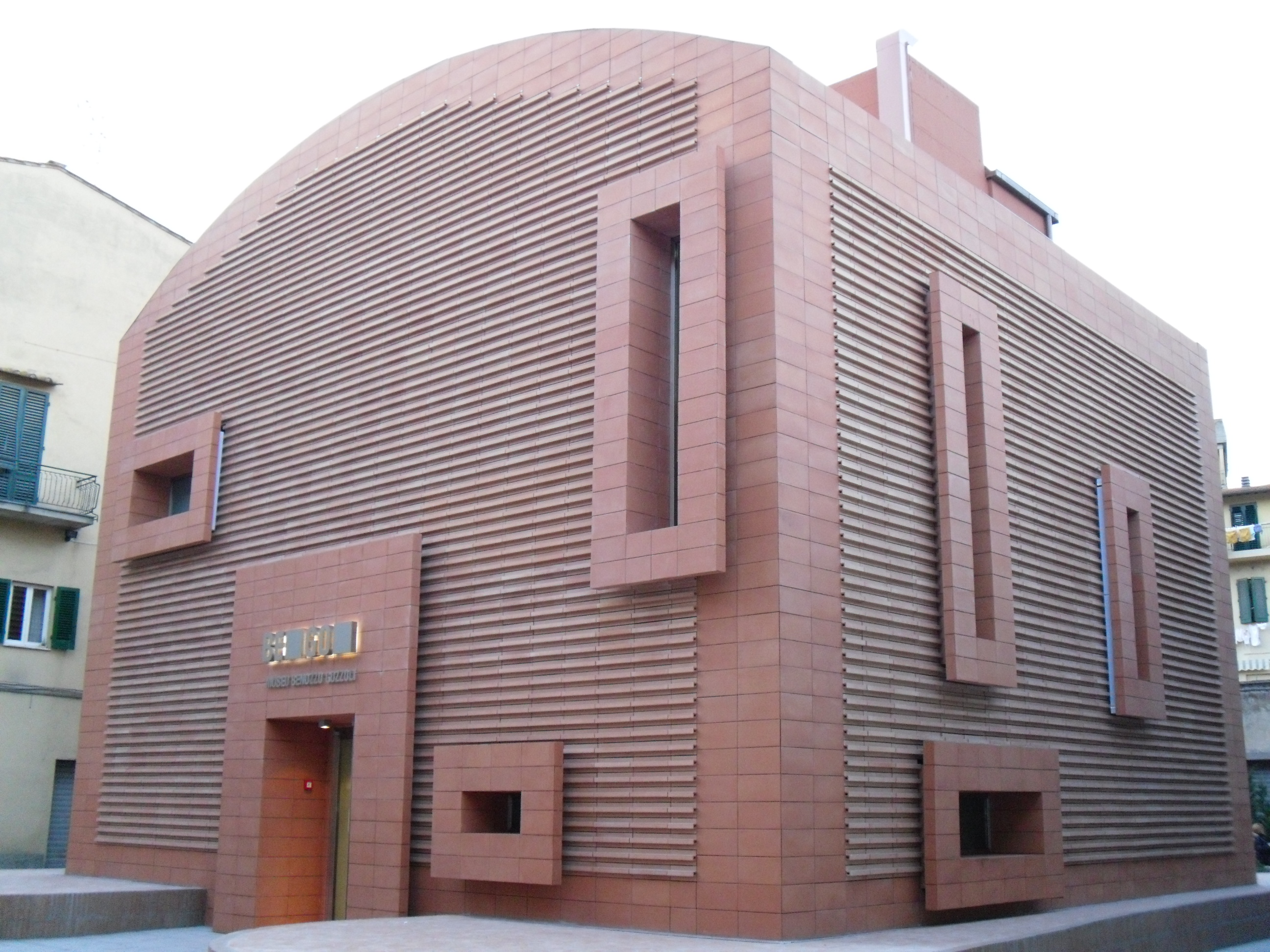
Altra veduta

Non appena il visitatore entra si trova di fronte il grande Tabernacolo della Visitazione, alto circa sei metri: nella Raccolta Comunale d'Arte, infatti, era esposto smembrato i due parti, causa l'altezza insufficiente dei locali della Biblioteca. Quindi grazie al nuovo museo è possibile finalmente avere un'idea esatta dell'imponenza di quest'opera.
Intorno sono disposte le sinopie trovate in occasione del distacco della parte pittorica dei tabernacoli nel Novecento.
Salendo le scale si accede ad un soppalco con affaccio sul precedente tabernacolo con la possibilità di ammirarne da vicino gli affreschi.
Su questo ballatoio è stato inoltre collocato il secondo tabernacolo, quello della Madonna della Tosse.

### Gli affreschi del Tabernacolo della Visitazione

#### Esecuzione e datazione
Il tabernacolo fu dunque dipinto da Benozzo Gozzoli e dai suoi figli, Francesco - il maggiore - e Alesso nel 1491 - 1492 su commissione di Messer Grazia da Castelnuovo, priore della Chiesa di Santa Maria Assunta a Castelnuovo.
La commissione venne trascritta da Messer Cosimo Bindi confessore delle monache di Santa Maria della Marca nel suo Libro di Memorie, conservato presso l'Archivio vescovile di Volterra, in data 20 ottobre 1637 riportando il giorno in cui l'opera fu commissionata (12 febbraio 1491) e i nomi degli autori: "Mastro Benozzo fiorentino e Francesco e Alfonso suoi figlioli". Il trascrittore aggiunge anche che l'iscrizione da lui riportata era molto guasta: da questo deriva l'errore di lettura del nome di Alfonso da correggere in Alesso.

#### Piano iconografico
La lettura iconografica dell'opera va fatta per registri: in quello inferiore vi sono le storie della Vergine, alle quali fungono da antefatto le storie dei genitori, Gioacchino e Anna, nel registro superiore; tutto partendo dalla facciata principale e procedendo in senso orario.
- Facciata principale esterna
  - Nell'estradosso dell'arco di entrata è raffigurata un'Annunciazione
  - Nella volta troviamo i quattro Evangelisti e i quattro Padri della Chiesa, con al centro il Cristo benedicente
- Facciata principale interna. È divisa in due registri:
  - Nel registro superiore è La cacciata di Gioacchino dal Tempio
  - Nel registro inferiore vi sono pochi avanzi di un finto polittico con Madonna e santi.
- Facciata destra:
  - Nell'estradosso si trovano le due figure degli arcangeli Michele e Raffaele (?)
  - Nel registro superiore è episodio di Gioacchino tra i pastori
  - Nel registro inferiore stava presumibilmente la Visitazione
- Facciata posteriore:
  - Nel registro superiore è l'Incontro di Gioacchino e Anna alla Porta Aurea
  - Nel registro inferiore è la Natività
- Facciata sinistra
  - Nell'estradosso vi sono degli angeli
  - Nel registro superiore la Nascita della Vergine
  - Nel registro inferiore, pressoché perduta, l'Adorazione dei Magi

### Gli affreschi del Tabernacolo della Madonna della Tosse

#### Esecuzione e datazione
Il tabernacolo fu dipinto nel 1484 su commissione di Messer Grazia da Castelnuovo, priore della chiesa di Santa Maria Assunta, come ricorda un'iscrizione sul fronte del tabernacolo stesso: "HOC TABERNACULUM FECIT FIERI DOMINUS GRATIA PRIOR CASTRI NOVI AD HONOREM SCE MARIE VIRGINIS DIE XXIIII DICEMBRIS MCCCCLXXXIIII".

#### Piano iconografico
- Volta. In ciascuna delle quattro vele formanti la volta sono stati raffigurati gli Evangelisti con al centro il Cristo benedicente.
- Parete di fondo. Benozzo Gozzoli ha realizzato una finta pala d'altare con Madonna col Bambino e i santi Pietro, Caterina di Alessandria, Margherita e Paolo. Cinque angeli sorreggono un tendaggio dietro la finta pala d'altare. In primissimo piano, appoggiata sulla predella sta una piccola icona col Volto Santo, anch'essa come la pala, resa illusionisticamente.
- Parete destra. Sono raffigurate le Esequie della Vergine. Inginocchiato in primo piano è stato ritratto il committente, Ser Grazia da Castelnuovo.
- Parete sinistra. Vi è un'Assunzione interpretata come la Madonna che getta la cintola a san Tommaso

## Accessibilità

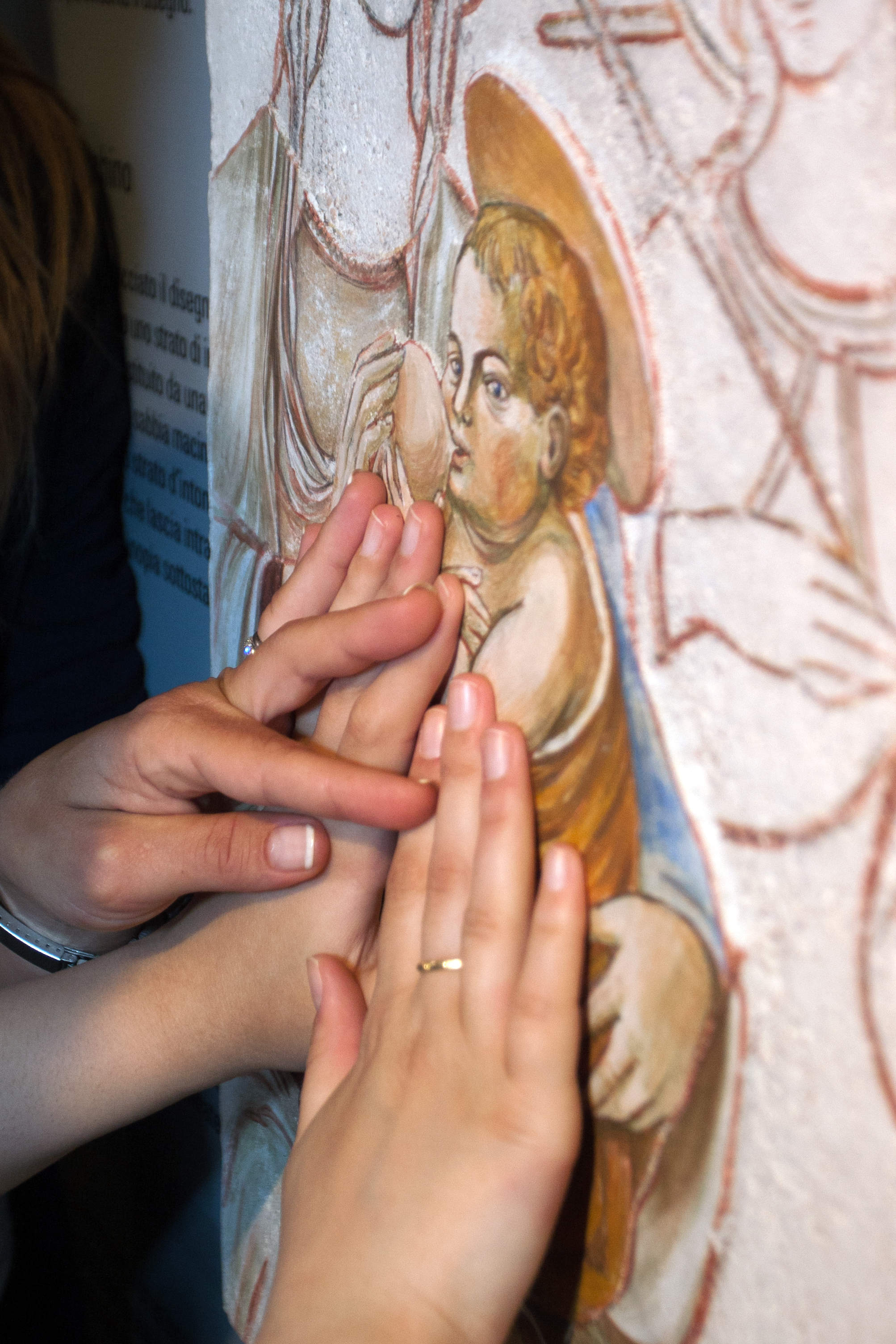
Il percorso tattile - Foto Gruppo Fotografico Giglio Rosso di Castelfiorentino

Impegnato nella valorizzazione del proprio patrimonio attraverso lo studio, l’analisi e la sperimentazione didattica, il Museo Benozzo Gozzoli propone attività differenziate per fasce di pubblico - dall'età scolare fino al pubblico adulto - e si connota come luogo educativo e di aggregazione dove apprendere per mezzo del patrimonio e durante tutto l'arco della vita, significa fare esperienze interdisciplinari, piacevoli, uniche e qualificanti. Negli anni il museo ha rafforzato la propria mission come struttura accessibile a persone, adulti e bambini, con disabilità fisiche, sensoriali e cognitive progettando occasioni di visita e laboratori che tengano conto delle necessità di tutti nel segno dell'inclusione e dell'abbattimento delle barriere nella fruizione del patrimonio museale. Alcune postazioni multimediali invitano ad approfondire i dettagli degli affreschi o a scoprire di più sulla vita e le altre opere realizzate da Benozzo Gozzoli. Tutto il percorso è fruibile in italiano e inglese.
Il Museo è completamente accessibile a disabilità fisiche e sensoriali, possiede un percorso di esplorazione tattile utilizzabile da chiunque in autonomia e inoltre offre:
- visite guidate in Italiano e Inglese
- visite tattili per adulti e bambini
- laboratori per famiglie
- incontri e laboratori mensili per persone con Alzheimer e chi se ne prende cura
- laboratori e visite guidate animate inclusive con gruppi scolastici di ogni ordine e grado
- progetti PCTO (ex alternanza scuola lavoro) con gli istituti superiori
- audio-video guida inclusiva (in Lingua Italiana dei Segni, sottotitolata e audio descritta per le persone non vedenti)
- materiale di facilitazione alla visita (storia sociale, CAA)